# ثنائي بنزوثيوفين
ثنائي بنزوثيوفين هو مركب كبريت عضوي صيغته C12H8S، ويوجد على شكل صلب بلوري عديم اللون.

## التحضير
يمكن أن يحضر المركب من تفاعل ثنائي الفينيل مع ثنائي كلوريد الكبريت بوجود حفاز من كلوريد الألومنيوم.
يوجد مركب ثنائي بنزوثيوفين طبيعياً في القطفات الثقيلة من النفط؛ وكذلك في قطران الفحم.

## الخواص
يوجد المركب في الشروط القياسية على شكل صلب بلوري عديم اللون، وهو عملياً غير قابل للانحلال في الماء، لكنه ينحل في المذيبات العضوية اللاقطبية مثل البنزين أو التولوين.
يتكون المركب بنيوياً من حلقتين سداسيتين من البنزين مندمجتين على طرفي حلقة مركزية من الثيوفين.
يؤدي اختزال ثنائي بنزوثيوفين بالليثيوم إلى انفصام رابطة واحدة من C-S؛ في حين أن أكسدة الكبريت يؤدي إلى الحصول على السلفون الموافق، لكنه أقل استقراراً من المركب الأم.